# Gernandesburg
Die Gernandesburg, auch Burg, Burgschantze oder Schwedenschanze genannt, war eine Wallburg im heutigen Stadtteil Hainholz in Hannover. Die Anlage, die dem frühen bis zum hohen Mittelalter zugerechnet wird, ist vielfach auf historischen Karten eingezeichnet. Die letzten Reste der Anlage wurden in den 1870er Jahren beseitigt.

## Lage

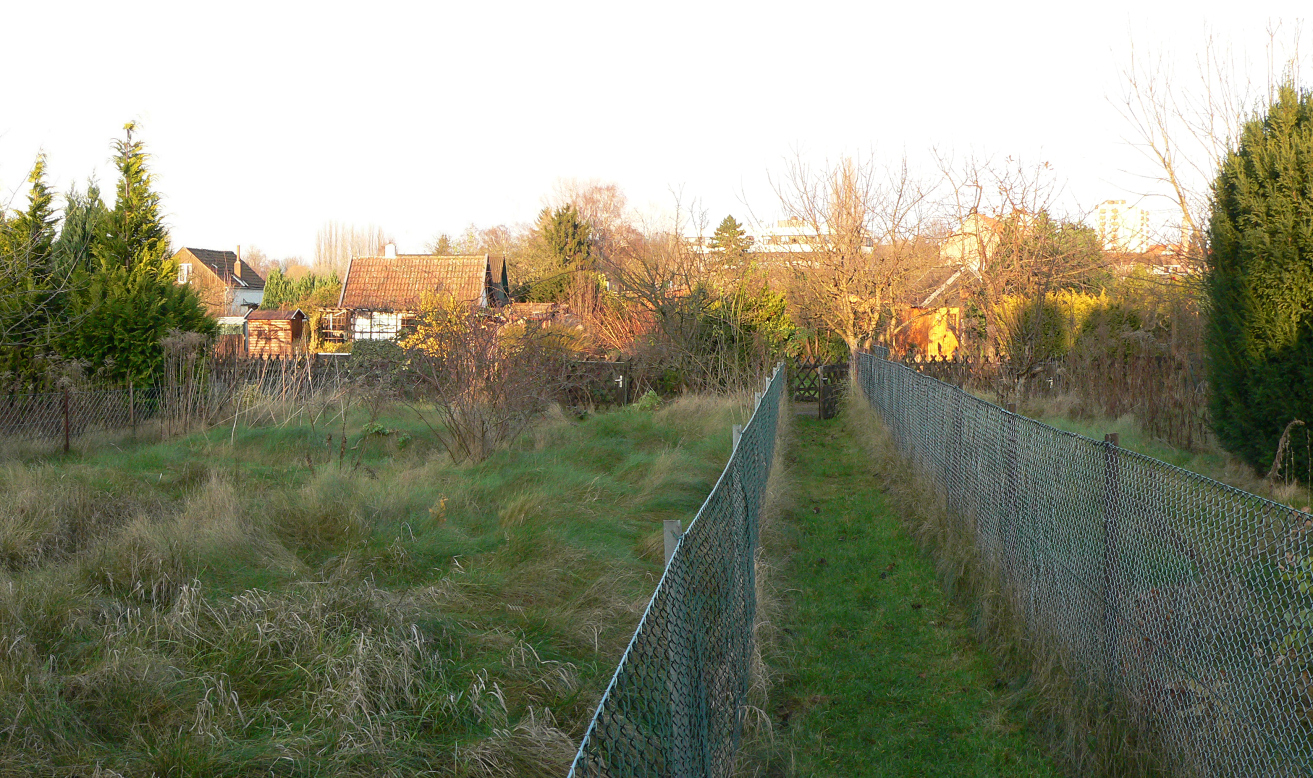
Kleingartenanlage mit erhöhter Stelle als vermuteter Standort der Gernandesburg auf dem Wallberg

Die Burgstelle der Gernandesburg befindet sich im heutigen Stadtteil Hainholz im hannoverschen Stadtbezirk Hannover-Nord. Sie lag auf einem flachen Geländerücken zwischen zwei schmalen Niederungsgebieten im Süden und Norden, durch die die Bäche Strangriede und Hilleriede flossen. Die niedrige Erhebung wird auf historischen wie auch auf aktuellen Karten als Wallberg bezeichnet. Auf der Burgstelle befindet sich heute ein Kleingartengelände, in dem eine leichte Geländeerhöhung noch wahrnehmbar ist.

## Beschreibung
Obwohl von der Befestigungsanlage keine Reste mehr vorhanden sind, lassen sich Lage und Aufbau anhand von Karten aus dem 18. und 19. Jahrhundert rekonstruieren. Es handelte sich um eine rechteckige Wallburg mit abgerundeten Ecken. Die Ausmaße betrugen etwa 135 Meter Länge und 75 Meter Breite, was einen Innenraum von rund 0,77 Hektar ergab. Der rund 17 Meter breite Erdwall war bis zu 3 Meter hoch. Im Westen und im Osten bestanden Walldurchbrüche, die als einstige Zugänge angesehen werden. Auf einer Karte aus dem Jahre 1740 ist ein außen vorgelagerter, umlaufender Graben eingezeichnet. Beim Ausbau der Bahnstrecke Hannover–Minden 1872/73 und bei Meliorationsarbeiten im Jahre 1878 wurde der Wall der Burganlage beseitigt. Bereits davor waren etwa 40 % der Umwallung nicht mehr vorhanden. Ausgrabungen sind an der Burgstelle nicht erfolgt. Beim Einebenen des Walls im 19. Jahrhundert fanden sich ein Eisenbeil sowie Kugeln aus Eisen und Ton. Der Verbleib der Fundstücke ist unbekannt.

## Geschichte

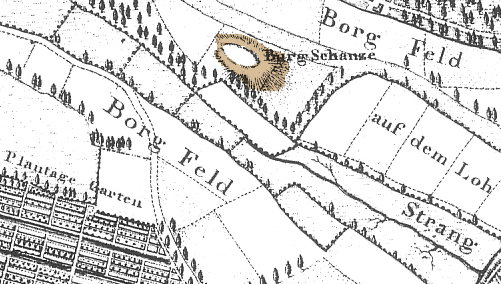
Die Reste der Befestigungsanlage der Gernandesburg auf einem Stadtplan von Hannover, 1807

Die erste Erwähnung der Gernandesburg fand sich im Jahre 1274 in einer Schenkungsurkunde von Herzog Johann von Braunschweig-Lüneburg, was die einzige bekannte namentliche Nennung der Anlage in einer Urkunde darstellt. Die Herkunft des Burgnamens ist nicht bekannt, es könnte aber eine Benennung nach dem Besitzer sein. Herzog Johann vermachte die Burg und den westlich liegenden Burghof als Wirtschaftseinrichtung dem nahe dem Steintor in Hannover gelegenen Hospital Sankt Spiritus, um es mit Mitteln auszustatten. Zuvor dürften Hof und Burg dem Grafen von Roden gehört haben, der sie 1248 an Herzog Otto das Kind verkaufte. Es ist wahrscheinlich, dass es sich bei der Wallburg um eine Fliehburg für die umliegenden Ansiedlungen des Kirchspiels Engelbostel handelte.
Der wenige hundert Meter westlich der Burganlage liegende Wirtschaftshof war ein Meierhof, der als Burghof namensgebend für die Ansiedlung Burg war. Das landwirtschaftliche Anwesen wurde 1864 das Rittergut Burg der Calenberg-Grubenhagenschen Ritterschaft. Inmitten des waldbestandenen Geländes ließ der Bremer Kaufmann und Reeder Christian Ludolf Hieronymus Mummy im Jahr 1865 ein schlossartiges Gutshaus im gotischen Stil von Otto Goetze errichten, dass bei den Luftangriffen auf Hannover 1943 zerstört wurde. Die Stadt Hannover kaufte das in einem Wäldchen am heutigen Schulbiologiezentrum Hannover liegende Gut 1914 und führte die Landwirtschaft eingeschränkt bis zum Jahre 1933 weiter. Danach diente das Gutsgelände vermehrt städtischen Zwecken, wie Schuleinrichtungen.